# Грб хабзбуршке Србије
Грб хабзбуршке Србије је био званични грб Краљевине Србије која је постојала у периоду 1718—1739. године и била под влашћу Хабзбурговаца.
Мотив црне вепрове главе рањене по косини, стријелом на сребреном пољу је један од најстаријих грбова приписаних Србији. Прво познато приписивање овог грба Србији је оно у Зборнику „Сабор у Констанци“ 1415. године, гдје се јавља као грб цара Србије. Касније, овај мотив се јавља и на једном грбу деспота Стефана Лазаревића, али и у неким грбовницима широм Европе, гдје се њим означава територија Србије.
Почетком XVIII вијека, Хабзбуршка монархија је истјерала Османлије из сјеверних дијелова данашње централне Србије и ту формирала своју покрајину Краљевину Србију. Традиционални грб Трибалије је постао званичан грб новоформиране покрајине. Након пропасти ове хабзбуршке покрајине, мотиве трибалског грба су касније користили и устаници у Првом српском устанку (1804–1813).
Мотиве трибалског грба данас користе многи градови и општине у Републици Србији: Крагујевац, Велика Плана, Топола, Лапово и београдске општина Вождовац и општина Барајево .

## Галерија

### Историјски грбови
- Грб ˝цара Србије˝ 
 Хроника сабора у Констанци (из 1415)
- Грб Трибалије Трибалије 
 у Стематографији 
 (из 1705)

- Грб хабзбуршке Србије 
 капија Евгенија Савојског 
 Београд (из 1717)
- Грб Краљевине Србије 
 Августа Винделицора 
(из 1720)
- Грб Краљевина Србија 
Јохана фон Брунгена 
(из 1738)
- Грб хабзбуршке Србије 
 на Угарској композицији 
 (из 1849)
- Грб хабзбуршке Србије 
 издвојен из композиције 
 (из 1849)

### Савремени грбови
- Велики грб
 општине Барајево
- Мањи грб 
 општине Барајево
- Велики грб
општ. Велика Плана
- Мањи грб
 општ. Велика Плана
- Велики грб 
 општине Вождовац
- Мањи грб 
 општине Вождовац
- Велики грб
 града Крагујевца
- Мањи грб
 града Крагујевца
- Велики грб
 општине Лајковац
- Мањи грб
 општине Лајковац
- Велики грб
 општине Лапово
- Велики грб
 општине Топола